# Pipistrellus pygmaeus
Патуљасти слепи мишић (Pipistrellus pygmaeus) је врста слепог миша из породице Vespertilionidae.

## Опис
Патуљасти слепи мишић је мала врста слепог миша и морфолошки је врло сличан обичном слепом мишићу. Одликује се густим црвенкастосмеђим крзном (светлије него код P. pipistrellus) на дорзалној и светлијим крзном на ветралној страни тела. Боја лица и ушију је светлја него код P. pipistrellus и између ноздрва се налази испупчење које је специфични скоро искључиво за припаднике ове врсте.

## Распрострањење
Како је као врста тек недаво издвојена подаци о распрострањењу су непотпуни. Врста је распрострањена широм Велике Британије и Ирске, јужне Скандинавије, на југу Пиринејског полуострва, у Пољској, на северу Балканског полуострва, деловима Италије, Грчке и Румуније. 

## Станиште и склоништа
За разлику од обичног, патуљасти слепи мишић у далеко већој мери зависи од шума, низија и водених станишта, а највише стајаћих вода, без обзира на површину коју заузимају. Стајаће воде су посебно битне током трудноће када се користе као главна ловишта. Врста избегава аграрна и травната станишта. 

### Склоништа
Породиљске колоније као склоништа користе фасаде, простор испод црепова, шупљине у зидовима и кућице за слепе мишеве.  Зимски налази су најчешћи у пукотинама зграда, кућицама за слепе мишеве и шупљем дрвећу.

## Репродуктивно понашање
Младунци ове врсте постају полно зрели већ прве јесени свог живота. Мужијаци током јуна формирају репордуктивна легла на уобичајеним местима на која се враћају више година. Период размножавања траје од краја јула све до октобра и током њега мужијаци привлаче до 12 женки у своја склоништа. Породиљске колоније могу бројати од неколико десетина до неколико хињада јединки. Мајке неретко остављају своју младунчад на посебним местима у склоништима и посећују их само када младунци треба да сисају. 

## Лов и исхрана
Изузетно је спретан летач и ловац. Лови на малим површинама и великој мери је везан за вегетацију. Често лови испод грана које висе изнад воде и у шумарцима са стајаћом водом. Поред тога лови и изнад великих отворених стајаћих вода.